# Zakrzówek Nowy
Zakrzówek Nowy – wieś w Polsce położona w województwie lubelskim, w powiecie kraśnickim, w gminie Zakrzówek. 
W latach 1975–1998 miejscowość administracyjnie należała do ówczesnego województwa lubelskiego. 
Wieś stanowi sołectwo gminy Zakrzówek. Według Narodowego Spisu Powszechnego (III 2011 r.) wieś liczyła 109 mieszkańców.